# Ilex makinoi
Ilex makinoi är en järneksväxtart som beskrevs av Kanesuke Hara. Ilex makinoi ingår i släktet järnekar, och familjen järneksväxter. Inga underarter finns listade i Catalogue of Life.